# Antitusiv
Antitusivele sunt medicamentle utilizate in tratamentul simptomatic al tusei. Antitusivele opiacee (codeina, codetilina, folcodina etc.) actioneaza prin inhibarea centrilor nervosi cerebrali si trateaza tusea uscata, fara expectoratie. Ele sunt prezentate sub forma de siropuri si de comprimate.